# EROFS
EROFS (Enhanced Read-Only File System) は、ファーウェイの高翔 (英語: Gao Xiang) によって開発されたLinux向けの読み取り専用ファイルシステムである。
EROFSは軽量なファイルシステムで、パフォーマンスの改善とストレージ容量の圧縮を目標としている。このファイルシステムはAndroidなどのスマートフォンでの利用を前提に開発されている。
Linux 5.4でメインラインカーネルにマージされた。
EMUI 9.0.1以降を同梱する全てのファーウェイの新製品ではEROFSが使用されており、EMUI 9.1の主要な機能の1つとして宣伝された。

## 特徴
このファイルシステムには2つの異なるinodeバージョンがある。一方は制限されたもの (バージョン1) で、もう一方は拡張されたもの (バージョン2) である。
- ext4よりも20%高速なランダムリード[2]
- 他のファイルシステムより2 GiB多いストレージ領域[2]
- リトルエンディアンのディスク設計[1]
- メタデータとデータが混合可能な設計[1]
- POSIX属性及びパーミッション、xattr及びACLの対応[1]
- 透過的圧縮 (LZ4)[1]